# USS George Washington Parke Custis
USS „George Washington Parke Custis” – barka węglowa użyta przez Union Navy jako okręt balonowy w okresie wojny secesyjnej. Był to pierwszy okręt na świecie specjalnie przystosowany do roli okrętu lotniczego, a zarazem pierwszy okręt lotniczy użyty przez United States Navy.

## Historia
Barka została zbudowana w połowie lat 50. XIX wieku, liczyła 37 metrów długości, 4,42 metry szerokości, głębokość jej ładowni wynosiła 1,68 metra, jej tonaż wynosił około 87–139 t. W sierpniu 1861 została zakupiona przez Union Navy za 150 dolarów i nazwana na cześć George'a Washingtona Parke'a Custisa oraz przystosowana do roli okrętu balonowego. Na jej pokładzie zainstalowano aparaturę do wytwarzania wodoru zaprojektowaną przez Thaddeusa Lowe'a oraz ekwipunek potrzebny do wzniesienia się z niej balonu na uwięzi, prace przeprowadzone w Washington Naval Yard nadzorował John Dahlgren.
Wczesnym rankiem 10 listopada 1861 barka, ciągnięta przez holownik „Coeur de Lion”, opuściła stocznię i udała się w podróż w dół Potomacu. Następnego dnia, 11 listopada, ze znajdującej się na Mattawoman Creek barki na pokładzie balonu wznieśli się Lowe, generał Daniel Sickles i towarzyszące im osoby, aby przeprowadzić obserwacje pozycji Konfederatów znajdujące się 3 mile (prawie pięć kilometrów) dalej. W datowanym z 12 listopada raporcie Lowe napisał: „bez przeszkód widzieliśmy wieczorem ogniska w obozie nieprzyjaciela, zaobserwowaliśmy także rebeliantów przygotowujących baterie artyleryjskie przy Freestone Point”.
Ta operacja, wraz ze wcześniejszym, pionierskim użyciem balonu przez Johna LaMountaina z pokładu „Fanny”, zapoczątkowała używanie balonów do powietrznego rekonesansu w czasie wojny secesyjnej.
Barka operowała na Potomacu, holowana przez różne statki, do początków 1862. Od marca do początku maja 1862 operowała na York River w czasie kampanii półwyspowej, a w sierpniu była użyta do obserwacji skuteczności bombardowania konfederackiego Fortu Powhatan.
Balon zazwyczaj wznosił się w powietrze na wysokość około trzystu stóp (około 100 metrów), choć raz wzbił się na wysokość 5000 stóp (1500 m). Powietrzny rekonesans odbywał się zazwyczaj wczesnym rankiem, kiedy powietrze było jeszcze spokojne i dawało dużą widoczność.
Wraz z zakończeniem działalności w 1863 przez nieoficjalny Korpus Balonowy Armii Unii, barka została odholowana do Washington Naval Yard i dalsze jej losy nie są znane.
USS „George Washington Parke Custis” uważany jest za pierwszy okręt lotniczy. Znane są dwie jednostki, z których przeprowadzono wcześniejsze „operacje lotnicze”, ale „George Washington Parke Custis” był pierwszym okrętem, a nie statkiem, a także pierwszym specjalnie przystosowanym okrętem (z zainstalowanym specjalistycznym wyposażeniem), a nie tylko okrętem użytym tymczasowo w tej roli. Dwie wcześniejsze jednostki lotnicze to:
- brytyjski bryg HMAS „Pallas”, który w czasie wojen napoleońskich holował latawce wzdłuż wybrzeża francuskiego, rozrzucając antynapoleońskie pamflety, oraz
- amerykański holownik „Fanny”, z którego 3 sierpnia 1861 wzbił się w powietrze John LaMountain.

## Literatura przedmiotu
- Philip W. Ogilvie: Along the Potomac. Charleston, SC: Arcadia, 2000, s. 98-99. ISBN 978-0-7385-1554-0.
- William F. Trimble: High Frontier : A History of Aeronautics in Pennsylvania. Pittsburgh, Pa.: University of Pittsburgh Press, 1982, s. 20-21. ISBN 978-0-8229-5340-1.